# 1330 Spiridonia
1330 Spiridonia је астероид главног астероидног појаса са пречником од приближно 55,08 .
Афел астероида је на удаљености од 3,409 астрономских јединица (АЈ) од Сунца, а перихел на 2,936 АЈ.
Ексцентрицитет орбите износи 0,074, инклинација (нагиб) орбите у односу на раван еклиптике 15,952 степени, а орбитални период износи 2064,431 дана (5,652 година).
Апсолутна магнитуда астероида је 10,17 а геометријски албедо 0,049.
Астероид је откривен 17. фебруара 1925. године.